# Daveed Diggs
Daveed Daniele Diggs (nascido em 24 de janeiro de 1982) é um ator, rapper, cantor e compositor norte-americano. Ele é o vocalista do grupo experimental de hip hop Clipping e,como ator é conhecido por interpretar os papéis duplos de Thomas Jefferson e Marquês de La Fayette no musical Hamilton da Broadway, pelo qual ganhou um Tony Award de Melhor Ator em Musical em 2016. Junto com o elenco principal de Hamilton, ele foi premiado com um Grammy Award de Melhor Álbum de Teatro Musical no mesmo ano.
Desde que deixou Hamilton, ele desempenhou um papel recorrente na série de televisão Black-ish (2016-2018) e co-estrelou os filmes Wonder (2017), Velvet Buzzsaw (2019) e A Pequena Sereia (2023). Diggs também escreveu, produziu e estrelou o filme de 2018 Blindspotting, que lhe rendeu uma indicação ao Independent Spirit Award de Melhor Protagonista Masculino; Ele atuou como criador, roteirista e produtor executivo na sequência da série de televisão de mesmo nome de 2021, na qual também reprisou seu papel como convidado. A partir de 2020, ele estrelou a adaptação televisiva de Snowpiercer. Em 2021, ele recebeu uma indicação ao Prémios Emmy do Primetime de Melhor Ator Coadjuvante em Série Limitada ou Filme por sua atuação na gravação ao vivo de Hamilton, que foi lançada em 2020 no Disney+ .

## Início da vida
Ele nasceu e foi criado em Oakland, na Califórnia, junto com o irmão. Sua mãe é judia e seu pai é afro-americano. Ele se formou em Teatro pela Brown University em 2004. Ele foi recrutado  para participar do time de atletismo da escola por suas habilidades e quebrou o recorde escolar. Depois de se formar, trabalhou como professor substituto.
Após a universidade, começou o grupo de hip hop experimental clipping., em que era MC. Também foi membro do grupo Love Supreme, de improvisação e hip hop, com Lin-Manuel Miranda.

## Carreira

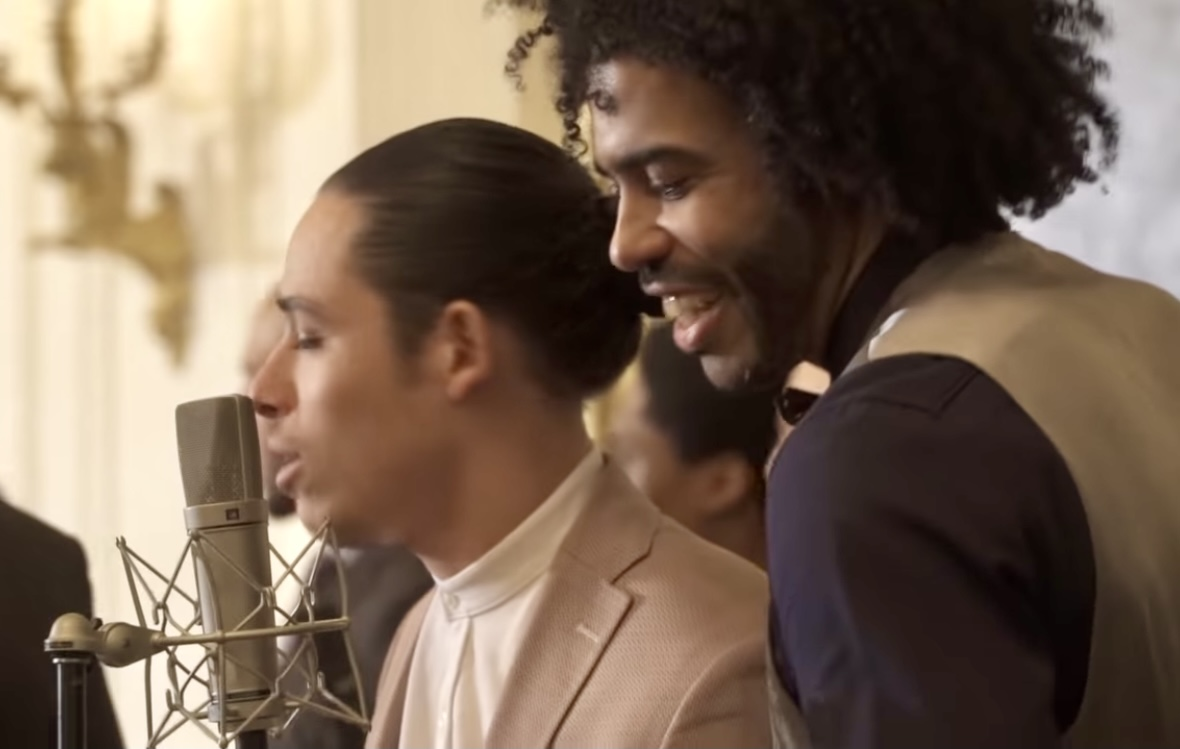
Diggs (à direita) se apresenta com colegas de elenco de Hamilton na Casa Branca

Trabalhou muitos anos no teatro e no hip-hop. Mas alcançou fama com o musical Hamilton, na Broadway. Que lhe rendeu o Tony Award de Melhor Ator em Musical por sua performance e um Grammy pela trilha da peça. Uma versão filmada de Hamilton com o elenco original da Broadway, foi lançada pelo Disney+, em 3 de julho de 2020.

### Trabalhos no cinema e televisão
Desde então, Daveed Diggs fez em diversos trabalhos como ator. Nos cinemas, sua estreia foi no sucesso Wonder, ao lado de Julia Roberts e Owen Wilson onde interpretou o professor do protagonista vivido por Jacob Tremblay. Após participar da trilha sonora de Zootopia, ele ainda escreveu e estrelou o longa Blindspotting, elogiado pela crítica. Atuou como dublador nas séries de animação BoJack Horseman, Star Wars: Resistance e Central Park, nos filmes Ferdinand, Soul, e no remake live-action da Disney A Pequena Sereia como icônico personagem Sebastião. Ele também já participou de diversas séries, como The Get Down, Unbreakable Kimmy Schmidt, Black-ish, Undone e Snowpiercer.

## Filmografia

### Cinema
| Ano  | Título                                           | Papel                                      | Notas                        |
| ---- | ------------------------------------------------ | ------------------------------------------ | ---------------------------- |
| 2010 | Rock Hard: The Rise and Fall of Sexual Detergent | Neil Davis                                 | Curta                        |
| 2012 | Yoga Boner                                       | Daveed                                     | Curta                        |
| 2016 | Zootopia                                         | Roteirista e interprete: "Parlez-Vous Rap" |                              |
| 2016 | Growing Up Wild                                  | Narrador                                   | Documentário                 |
| 2017 | Wonder                                           | Mr. Thomas Browne                          |                              |
| 2017 | Ferdinand                                        | Dos                                        | Voz                          |
| 2018 | Blindspotting                                    | Collin Hoskins                             | Também roteirista e produtor |
| 2019 | Velvet Buzzsaw                                   | Damrish                                    |                              |
| 2020 | Hamilton                                         | Marquês de La Fayette / Thomas Jefferson   | Filmado na Broadway em 2016  |
| 2020 | Soul                                             | Paul                                       | Voz                          |
| 2021 | The Starling                                     | Ben                                        |                              |
| 2022 | DC Liga dos Super Pets                           | Victor Stone / Cyborg                      | Voz                          |
| 2023 | A Pequena Sereia                                 | Sebastião                                  | Voz                          |
| 2023 | Trolls Band Together †                           | Spruce                                     | Voz                          |
| TBA  | In the Blink of an Eye                           |                                            |                              |

### Televisão
| Ano       | Título                            | Papel                            | Notas                                      |
| --------- | --------------------------------- | -------------------------------- | ------------------------------------------ |
| 2014      | Hobbes and Me                     | Hobbes                           | 8 episódios                                |
| 2015–2016 | Law & Order: Special Victims Unit | Counselor Henderson              | 2 episódios                                |
| 2016–2017 | The Get Down                      | Adult Ezekiel Figuero            | 10 episódios                               |
| 2016–2022 | Black-ish                         | Johan Johnson                    | 10 episódios                               |
| 2017      | Sesame Street                     | Mr. Noodle's Brother             | 3 episódios                                |
| 2017      | Unbreakable Kimmy Schmidt         | Perry                            | 3 episódios                                |
| 2017      | Tour de Pharmacy                  | Slim Robinson                    | Filme de TV                                |
| 2017      | The Mayor                         | Mac Etcetera                     | Episódio: "Pilot"; also executive producer |
| 2018      | BoJack Horseman                   | Cooper Thomas Rogers Wallace Sr. | Voz, Episódio: "The Amelia Earhart Story"  |
| 2018–2020 | Bob's Burgers                     | Jesse, Douglas                   | Voz                                        |
| 2019      | Undone                            | Tunde                            | Voz                                        |
| 2019      | Green Eggs and Ham                | Mouse                            | Voz                                        |
| 2019–2020 | Star Wars Resistance              | Norath Kev                       | Voz                                        |
| 2020–2022 | Snowpiercer                       | Andre Layton                     | Papel Principal                            |
| 2020–2022 | Central Park                      | Helen                            | Voz                                        |
| 2020      | The Good Lord Bird                | Frederick Douglass               | 3 episódios                                |
| 2021      | Mixed-ish                         | Johan Adulto                     | Episódio: "Forever Young"                  |
| 2021      | Blindspotting                     | Collin Hoskins                   | Voz                                        |
| 2021      | Star Trek: Prodigy                | Commander Tysess                 | Voz                                        |
| 2022      | Fraggle Rock: Back to the Rock    | Jamdolin                         | Voz                                        |
| 2023      | Moon Girl and Devil Dinosaur      | Rat King                         | Voz                                        |
| 2023      | Extrapolations                    | Marshall Zucker                  | 2 episódios                                |
| 2023      | The Crossover                     | Narrador                         | Voz                                        |
| 2023      | Star Wars: Visions                | Crux                             | Voz                                        |

### Teatro
| Ano       | Título                                    | Papel                                   |
| --------- | ----------------------------------------- | --------------------------------------- |
| 2005      | Temptation                                | Dr. Henry Foustka                       |
| 2006      | Two Rooms                                 | Walker Harris                           |
| 2006      | The Tempest                               | Ferdinand / Caliban                     |
| 2007      | Jesus Hopped the 'A' Train                | Angel Cruz                              |
| 2007      | Six Degrees of Separation                 | Paul                                    |
| 2008      | Troilus and Cressida                      | Troilus                                 |
| 2009      | A Civil War Christmas                     | Vários Papeis                           |
| 2010      | Red Light Winter                          | Matt                                    |
| 2010      | Mirrors in Every Corner                   | Watts                                   |
| 2010      | In the Red and Brown Water                | The Egungun                             |
| 2011      | Fabulation, or the Re-Education of Undine | Flow Barnes Calles                      |
| 2012      | A Behanding in Spokane                    | Toby                                    |
| 2013      | Hamilton                                  | Marquis de Lafayette / Thomas Jefferson |
| 2014      | Hamilton                                  | Marquis de Lafayette / Thomas Jefferson |
| 2015      | Hamilton                                  | Marquis de Lafayette / Thomas Jefferson |
| 2015–2016 | Hamilton                                  | Marquis de Lafayette / Thomas Jefferson |
| 2019      | White Noise                               | Leo                                     |
| 2019-2021 | Freestyle Love Supreme                    | "Mr. Diggs"/Ele mesmo                   |

## Prêmios e indicações
Por interpretar os papéis duplos de Thomas Jefferson e Marquês de La Fayette no musical Hamilton da Broadway, ganhou um Tony Award de Melhor Ator em Musical em 2016. Junto com o elenco principal de Hamilton, ele foi premiado com um Grammy Award de Melhor Álbum de Teatro Musical no mesmo ano. Recebeu uma indicação ao Independent Spirit Award de Melhor Protagonista Masculino por Blindspotting. Em 2021, ele recebeu uma indicação ao Prémios Emmy do Primetime de Melhor Ator Coadjuvante em Série Limitada ou Filme por sua atuação na gravação ao vivo de Hamilton.